# Areado
Areado é um município brasileiro do sul do estado de Minas Gerais, popularmente conhecido como Terra do Biscoito. Pertence à Mesorregião do Sul e Sudoeste de Minas, à Microrregião de Alfenas e é banhado pelas águas do Lago de Furnas. Localiza-se a sudoeste da capital do estado, distando desta cerca de 380 km. Ocupa uma área de 283,124 km² e sua população em julho de 2016 era de 14 851 habitantes.
A sede tem uma temperatura média anual de 21,6 °C e na vegetação original do município predomina a Mata Atlântica. Com quase 84% da população vivendo na zona urbana, o seu Índice de Desenvolvimento Humano (IDH) é de 0,727, classificado como alto em relação à media nacional.
A exploração da área do atual município teve início em 1823, após João Marques de Araújo e Antônio dos Reis Rosas terem doado o terreno para o assentamento de um povoado. A construção da Capela de São Sebastião, no século XVIII, marca o estabelecimento do Povoado de São Sebastião do Areado, que durante décadas se desenvolveu em função da agropecuária de subsistência.
Eventos como a tradicional Festa do Biscoito, Encontro Folclórico dos Congados, Festa da Cidade, Festa de Nossa Senhora do Rosário e Festa das Comunidades Rurais configuram-se grandes atrativos de Areado, bem como as Exposições de Carros Antigos e a Festa de São Sebastião. No alto de uma colina no centro da cidade fica o Monumento do Cruzeiro, popularmente conhecido como "Alto do Cruzeiro", monumento construído na década de 1930 em homenagem ao centenário da Independência do Brasil, que também atrai visitantes.

## História

### Origens
A história de Areado teve início no dia 25 de abril de 1823, quando foi fundado o nascente povoado pelo Guarda-Mor José da Cunha Bastos e seus companheiros Antônio dos Reis Rosa e João Marques de Araújo, que doaram cerca de quinhentos hectares de terra, que passou a constituir o patrimônio inicial do povoado. Em plena mata densa foi aberta uma clareira, onde foi construída uma capela dedicada a São Sebastião, que viria a se tornar o primeiro marco inicial da futura cidade, que viria a se chamar Areado. A agricultura foi a atividade que serviu como elemento fixador dos recém-chegados àquele solo, que concomitantemente a derrubada da mata, passaram a desenvolve-lo. Inicialmente tentou-se a cultura do trigo e do centeio. Porém foi obtido êxito considerável no cultivo da cana-de-açúcar, do fumo e do algodão. A pecuária passou a ser também desenvolvida, mas como atividade auxiliar e secundária. As primeiras casas que foram construídas de pau-a-pique, sendo posteriormente substituídas pelas de Adobo. A atividade Artesanal surgiu mediante a necessidade de utensílios, vestimentas, fiação em roca, tecelagem manual, manufatura de couro e cerâmica.
A primeira missa foi rezada pelo padre Venâncio José Siqueira, no dia 25 de abril de 1823, ficando essa data registrada como a fundação do povoado, conhecido na época como Povoado de São Sebastião do Areado. Em 1859, D. Antonio de Melo, Bispo de São Paulo, elevou a capela à categoria de curato, sendo canonicamente promovida apenas 12 anos depois, em 1871. Em 1870 eram calculados 700 habitantes na localidade. Ainda no ano de 1871 ano, o curato passou a categoria de freguesia (equivalente da época a distrito), pertencente ao município de Alfenas, através da Lei Provincial n° 1788 de 22 de setembro de 1871.
Durante o período em que foi Freguesia, destacou-se a figura de Padre Antônio Mariano Pimentel, seu vigário e principal responsável pelo desenvolvimento verificado no povoado. Após a Proclamação da República e a separação da Igreja e do Estado, a antiga Freguesia ficou pertencendo como distrito de paz ao município de Alfenas.
Mas, por força da Lei Estadual nº 556 de 30 de agosto de 1911, o Distrito de São Sebastião de Areado separa-se de Alfenas e denomina-se Vila Gomes:
Art. 7º - Ficam criados os seguintes municípios e elevados à categoria de vila os distritos que forem sede: 
XXXIV - De Vila Gomes, formado do distrito do Areado, desmembrado do município de Alfenas com as mesmas divisas.
Posteriormente, pela lei Estadual 747, de 20 de setembro de 1919, denominou-se Areado:
Art.  2º  -  O  município de Vila Gomes e a respectiva sede passam a denominar-se município e Vila do Areado. 
E foi reconhecido como cidade pela Lei de número 893 de 10 de setembro de 1925.

### Século XX e história recente
As eleições para a primeira câmara foram realizadas em 31 de dezembro de 1911, sendo eleito o Agente Executivo e Presidente da Câmara o Sr. Coronel Antônio Hygino da Silva. Governou até 1919, quando passou seu mandato a seu vice, o então farmacêutico Álvaro Faria Pereira, que foi reeleito em 1922.
A indústria local de relativa importância surgiu em 1930 com o aparecimento de uma fundição que se dedicava, inclusive, à produção de engenhos de cana-de-açúcar que tinham aceitação entre os lavradores locais e vizinhos. O surgimento do açúcar de usina trouxe o desinteresse pelos engenhos, provocando o desaparecimento da fundição. Posteriormente, houve no município uma fábrica de manteiga, mas que também fechou. Agricultura em andamento desde os primórdios da ocupação passou a sofrer constantes alterações, em função da maior ou menor aceitação dos produtos consumidos nos mercados compradores. O café havia tido seu auge na época da derrubada das matas, quando as terras recém-desbravadas davam uma compensação considerável. A cana-de-açúcar e o fumo foram sempre cultivados, mas em pequena escala. Nesses tempos entretanto, houve uma acentuada tendência de se cultivar o arroz e o milho, entretanto já em concorrência com o café, produto tradicional do município. Em janeiro de 1941 um grupo de idealistas preocupados com a assistência à saúde adquiriu um imóvel na Praça João Lourenço para que ali fosse instalado um hospital. Este grupo, formado em sua maioria por fazendeiros, foi denominado na época "Grupo dos 13". No dia 19 de janeiro de 1941, em sessão solene, é criada a Santa Casa de Misericórdia de Areado.
Por iniciativa de José Rodrigues do Prado, formou-se a comissão de construção do Monumento do Cruzeiro em homenagem ao centenário da Independência do Brasil. A obra foi inaugurada em 3 de maio de 1923, com o trabalho de alvenaria de Santos d'Ângelo. O fornecimento da energia elétrica em Areado se iniciou em nos anos de 1913 e 1914, quando o engenheiro Joaquim do Amaral Gurgel, Francisco Antônio Diolisalvi e Álvaro Gonçalves Milhão obtiveram da Câmara Municipal de Areado o privilégio para a instalação da empresa, que viria a se chamar Empresa de Força e Luz. O material usado para a instalação fora todo importado dos Estados Unidos e da Europa, num total orçado na época de mais de 280 contos de réis. Com o progresso constante as instalações se modernizaram mas só no governo de Magalhães Pinto que se teve todo o sistema elétrico remodelado e hoje sobre administração da Companhia Energética de Minas Gerais, a CEMIG.

### Etimologia
Segundo relatos, o nome Areado foi dado devido à grande quantidade de areia fina existente na região. Desde os tempos coloniais, os descobridores de minas chamavam de areados os lugares planos e arenosos, geralmente as beiras dos rios, ou ainda qualquer terreno onde há mais areia fina como nas margens de rios e córregos. A prosódia vulgar mineira é “ariado”. Relata-se ainda, que as caravanas de boiadeiros que passavam pela região aproveitavam a areia fina das margens dos rios e córregos para arear os utensílios de cozinha. No município era abundante a areia nas margens do Ribeirão Santo Antônio.

## Geografia

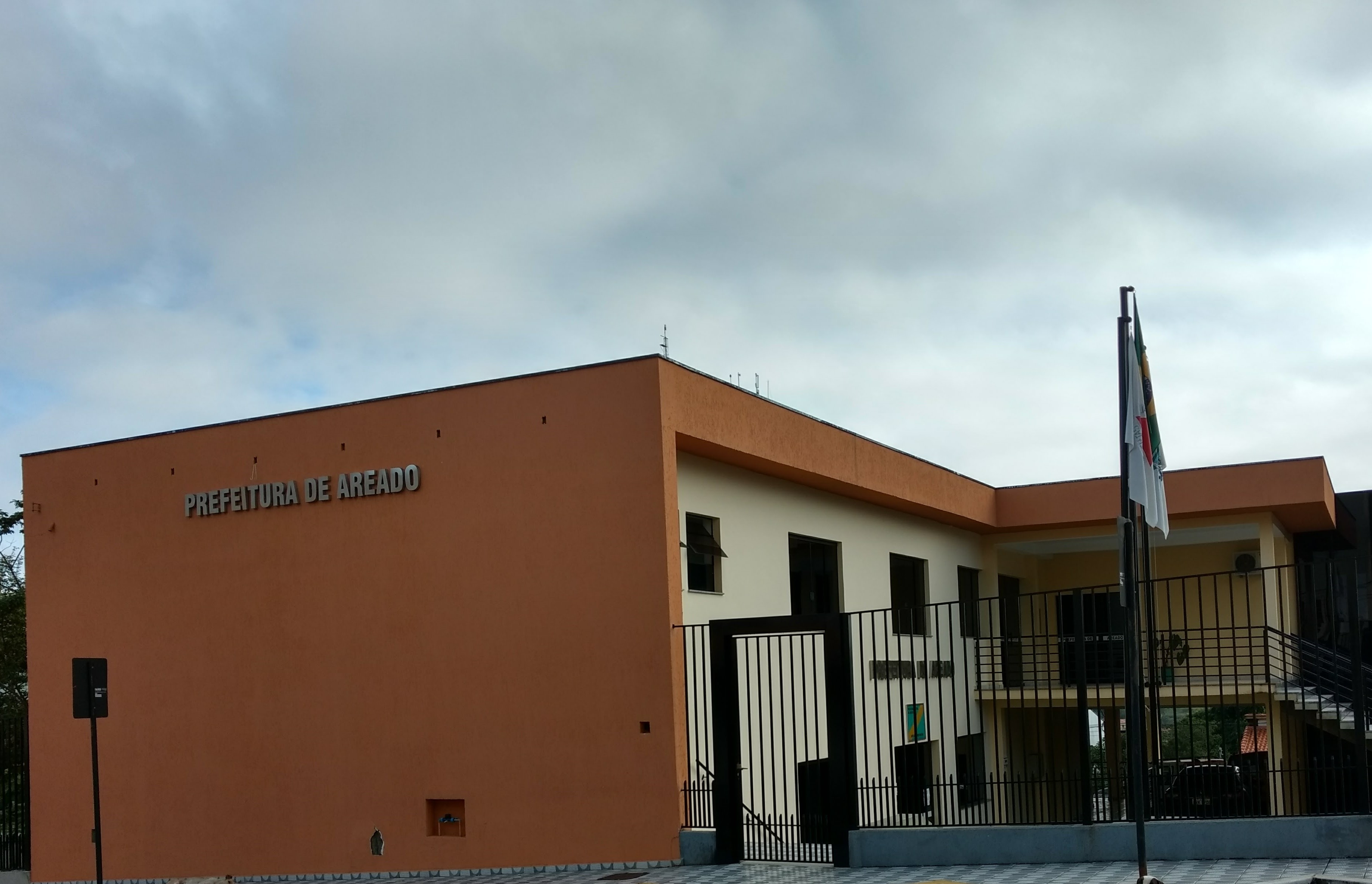
Sede da prefeitura municipal

A área do município, segundo o Instituto Brasileiro de Geografia e Estatística (IBGE), é de 280,754 km². Situa-se a 21°21'32" de latitude sul e 46°08'45" de longitude oeste e está a uma distância de 379 quilômetros a oeste da capital mineira, fazendo parte da Microrregião de Alfenas juntamente com outras 11 cidades. Seus municípios limítrofes são Alterosa, a norte; Alfenas, a leste; Divisa Nova, a sul e Monte Belo e Cabo Verde, a oeste.
O município apresenta um grande histórico de pequenos abalos sísmicos. O mais recente ocorreu em 2016 e antes disso, apenas em 2003. Segundo as autoridades, esses abalos são ocasionados pelo Lago de Furnas, principalmente quando ele enche após longos períodos de estiagem.

### Relevo e hidrografia

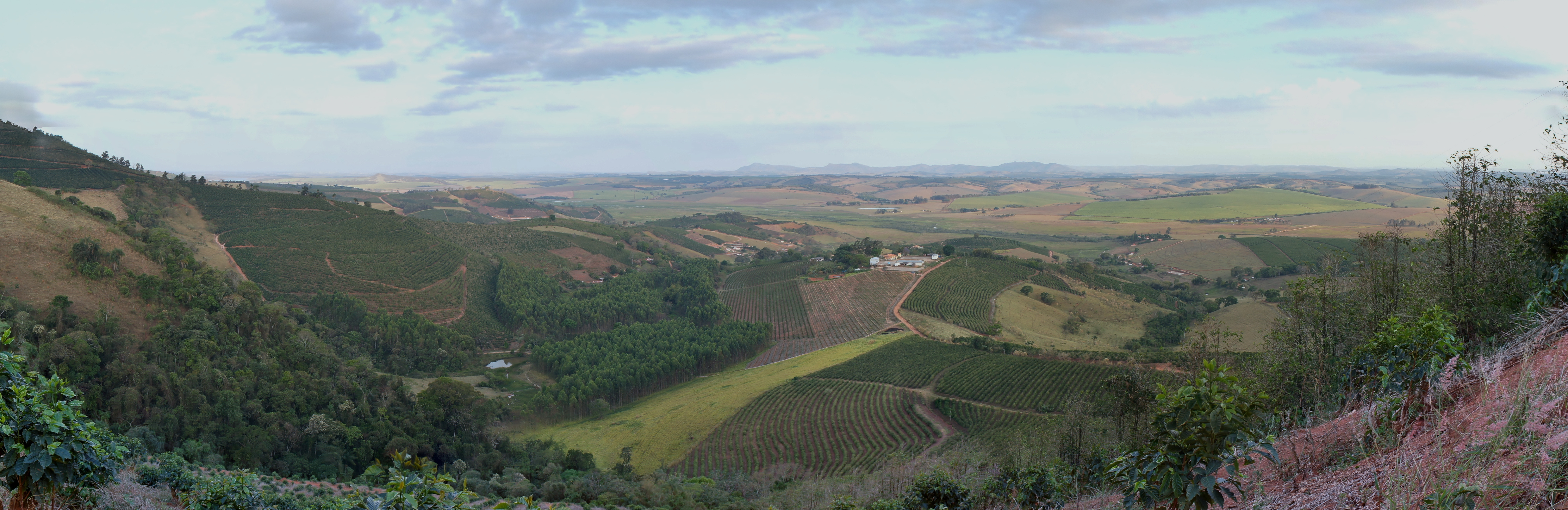
Área montanhosa próximo à Serra do Mirante.

O relevo do município de Areado é predominantemente sinuoso. A altitude da do município varia de oitocentos a mil trezentos e vinte e cinco metros, estando a sede a 801 metros de altitude.
O território é banhado por vários pequenos córregos, sendo os principais o Rio Cabo Verde, Ribeirão Santo Antônio e o Ribeirão das Dívidas, os quais fazem parte da Bacia Hidrográfica do Paraná e da sub-bacia do Rio Grande. Em alguns trechos do Ribeirão Santo Antônio há despejo de lixo e entulho, assoreamento e poluição hídrica com esgotos domésticos, apesar de boa parte de seu caminho em trecho urbano ser canalizada.

### Clima
O clima areadense é caracterizado, segundo o IBGE, como um clima tropical. Chove muito mais no verão que no inverno. Segundo a Köppen e Geiger o clima é classificado como Aw. Areado tem uma temperatura média de 20.7 °C. Tem uma pluviosidade média anual de 1421 mm. 236.4 mm é a diferença de precipitação entre o mês mais seco e o mês mais chuvoso. As temperaturas médias variam 6.0 °C ao longo do ano. A precipitação média anual no período de 1960 a 1990 foi de den 1421,6 mm, sendo julho o mês mais seco, quando ocorrem apenas 21,8 mm. Em janeiro, o mês mais chuvoso, a média fica em 258,2 mm.
| Dados climatológicos para Areado                                                                                            | Dados climatológicos para Areado | Dados climatológicos para Areado | Dados climatológicos para Areado | Dados climatológicos para Areado | Dados climatológicos para Areado | Dados climatológicos para Areado | Dados climatológicos para Areado | Dados climatológicos para Areado | Dados climatológicos para Areado | Dados climatológicos para Areado | Dados climatológicos para Areado | Dados climatológicos para Areado | Dados climatológicos para Areado |
| Mês | Jan                              | Fev                              | Mar                              | Abr                              | Mai                              | Jun                              | Jul                              | Ago                              | Set                              | Out                              | Nov                              | Dez                              | Ano                              |
| --- | -------------------------------- | -------------------------------- | -------------------------------- | -------------------------------- | -------------------------------- | -------------------------------- | -------------------------------- | -------------------------------- | -------------------------------- | -------------------------------- | -------------------------------- | -------------------------------- | -------------------------------- |
| Temperatura máxima média (°C)                                                                                               | 27,9                             | 27,9                             | 27,3                             | 25,7                             | 24,1                             | 23,4                             | 24,0                             | 26,0                             | 26,9                             | 28,1                             | 27,6                             | 27,2                             | 26,3                             |
| Temperatura mínima média (°C)                                                                                               | 18,1                             | 17,8                             | 17,0                             | 15,0                             | 12,7                             | 10,9                             | 11,1                             | 12,9                             | 14,9                             | 17,8                             | 17,3                             | 17,4                             | 15,2                             |
| Precipitação (mm) | 258,2                            | 174,2                            | 165,2                            | 77,5                             | 52,9                             | 23,4                             | 21,8                             | 25,1                             | 60,7                             | 123,2                            | 183,2                            | 256,2                            | 1 421,6                          |
| Fonte: Jornal do Tempo; Climatempo; Climate-Data. (Baseado na média das informações dos três sites). Acesso em: 16/07/2017. |                                  |                                  |                                  |                                  |                                  |                                  |                                  |                                  |                                  |                                  |                                  |                                  |                                  |

### Mata Atlântica
A vegetação nativa pertence ao domínio florestal Atlântico (Mata Atlântica). Em 2011, as reservas remanescentes de Mata Atlântica ocupavam 1008 hectares, ou 3,5% da área total municipal.

## Demografia
Em 2010, a população do município foi contada pelo Instituto Brasileiro de Geografia e Estatística (IBGE) em 13731 habitantes. Segundo o censo daquele ano, 6 925 habitantes eram homens e 6 806 habitantes mulheres. Ainda segundo o mesmo censo, 11525 habitantes viviam na zona urbana e 2206 na zona rural. Já segundo estatísticas divulgadas em 2015, a população municipal era de 14 740 habitantes, e em 2016 de 14 851.
Entre 2000 e 2010, a razão de dependência no município passou de 52,75% para 45,45% e a taxa de envelhecimento, de 8,03% para 10,33%. Em 1991, esses dois indicadores eram, respectivamente, 61,76% e 6,69%. Já na UF, a razão de dependência passou de 65,43% em 1991, para 54,94% em 2000 e 45,92% em 2010; enquanto a taxa de envelhecimento passou de 4,83%, para 5,83% e para 7,36%, respectivamente.

### Desigualdade e desenvolvimento
Em 2000, o município tinha 9,3% de sua população vivendo com renda domiciliar per capita inferior a R$ 140,00, percentual que reduziu para 5,7% em 2.010. Mesmo apresentando uma redução de 39,1% no período, são 767 pessoas nessa condição de pobreza.
A participação dos 20% mais pobres da população na renda, isto é, o percentual da riqueza produzida no município com que ficam os 20% mais pobres, passou de 4,1%, em 1991, para 5,4%, em 2010, diminuindo os níveis de desigualdade. Em 2010, analisando o oposto, a participação dos 20% mais ricos era de 50,3%, ou 9,2 vezes superior à dos 20% mais pobres.
Em 2014, o número de crianças menores de 2 anos pesadas pelo Programa Saúde da Família era de 98,9%; destas, 1,8% estavam desnutridas. No Município, em 2010, 11,2% das crianças de 0 a 14 anos de idade estavam na condição de pobreza¹, ou seja, viviam em famílias com rendimento per capita igual ou inferior a R$ 140,00 mensais.
O Índice de Desenvolvimento Humano (IDHM) - Areado é 0,727, em 2010, o que situa esse município na faixa de Desenvolvimento Humano Alto (IDHM entre 0,700 e 0,799). A dimensão que mais contribui para o IDHM do município é Longevidade, com índice de 0,847, seguida de Renda, com índice de 0,700, e de Educação, com índice de 0,649.
O IDHM passou de 0,605 em 2000 para 0,727 em 2010 - uma taxa de crescimento de 20,17%.  o IDHM do município e o limite máximo do índice, que é 1, foi reduzido em 69,11% entre 2000 e 2010. Nesse período, a dimensão cujo índice mais cresceu em termos absolutos foi Educação (com crescimento de 0,234), seguida por Longevidade e por Renda. O IDHM passou de 0,478 em 1991 para 0,605 em 2000 - uma taxa de crescimento de 26,57%. O hiato de desenvolvimento humano foi reduzido em 75,67% entre 1991 e 2000. Nesse período, a dimensão cujo índice mais cresceu em termos absolutos foi Educação (com crescimento de 0,152), seguida por Renda e por Longevidade. De 1991 a 2010, o IDHM do município passou de 0,478, em 1991, para 0,727, em 2010, enquanto o IDHM da Unidade Federativa (UF) passou de 0,493 para 0,727. Isso implica uma taxa de crescimento de 52,09% para o município e 47% para a UF; e em uma taxa de redução do hiato de desenvolvimento humano de 52,30% para o município e 53,85% para a UF. No município, a dimensão cujo índice mais cresceu em termos absolutos foi Educação (com crescimento de 0,386), seguida por Longevidade e por Renda. Na UF, por sua vez, a dimensão cujo índice mais cresceu em termos absolutos foi Educação (com crescimento de 0,358), seguida por Longevidade e por Renda.

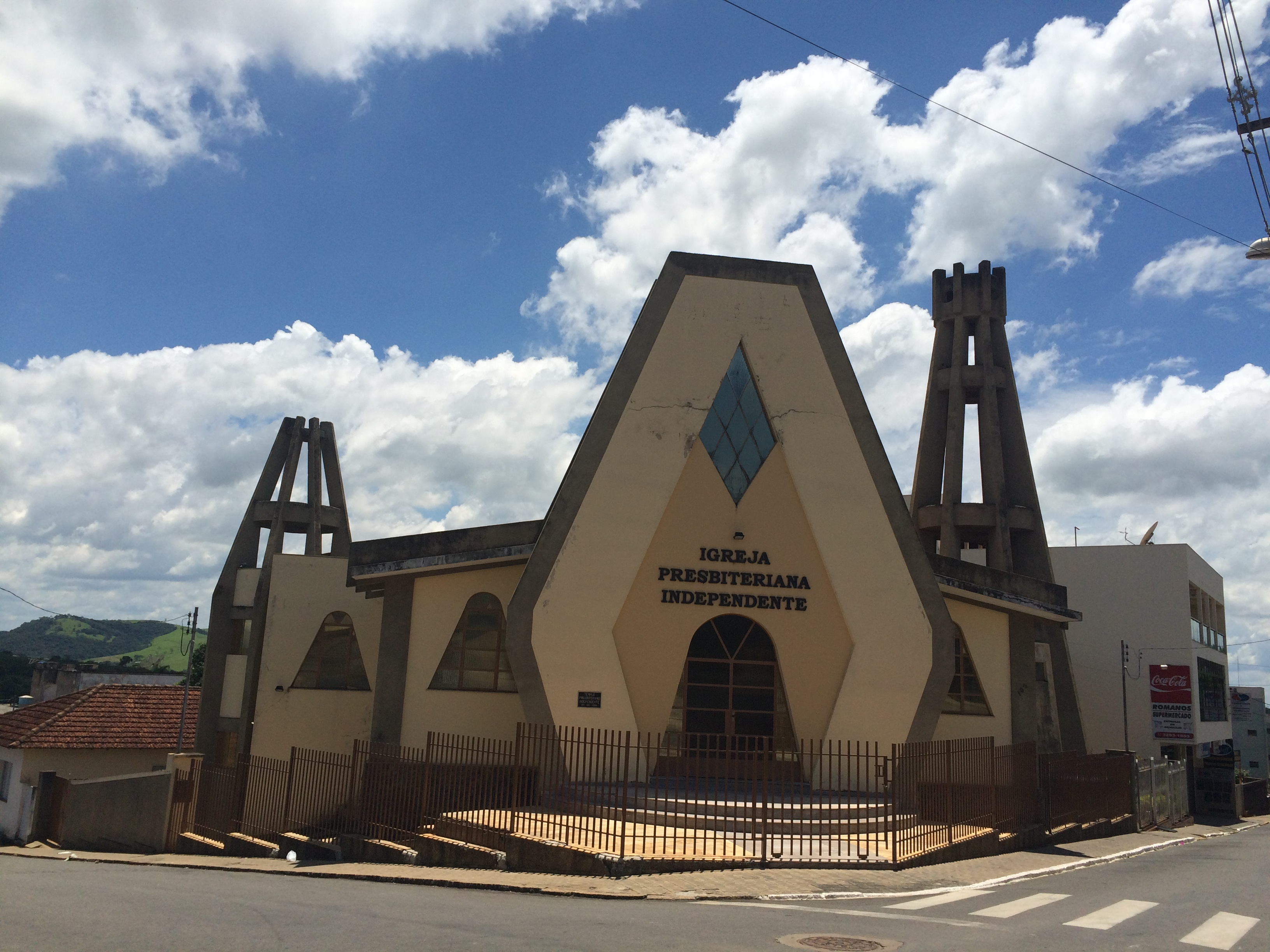
Igreja Presbiteriana Independente

### Religião

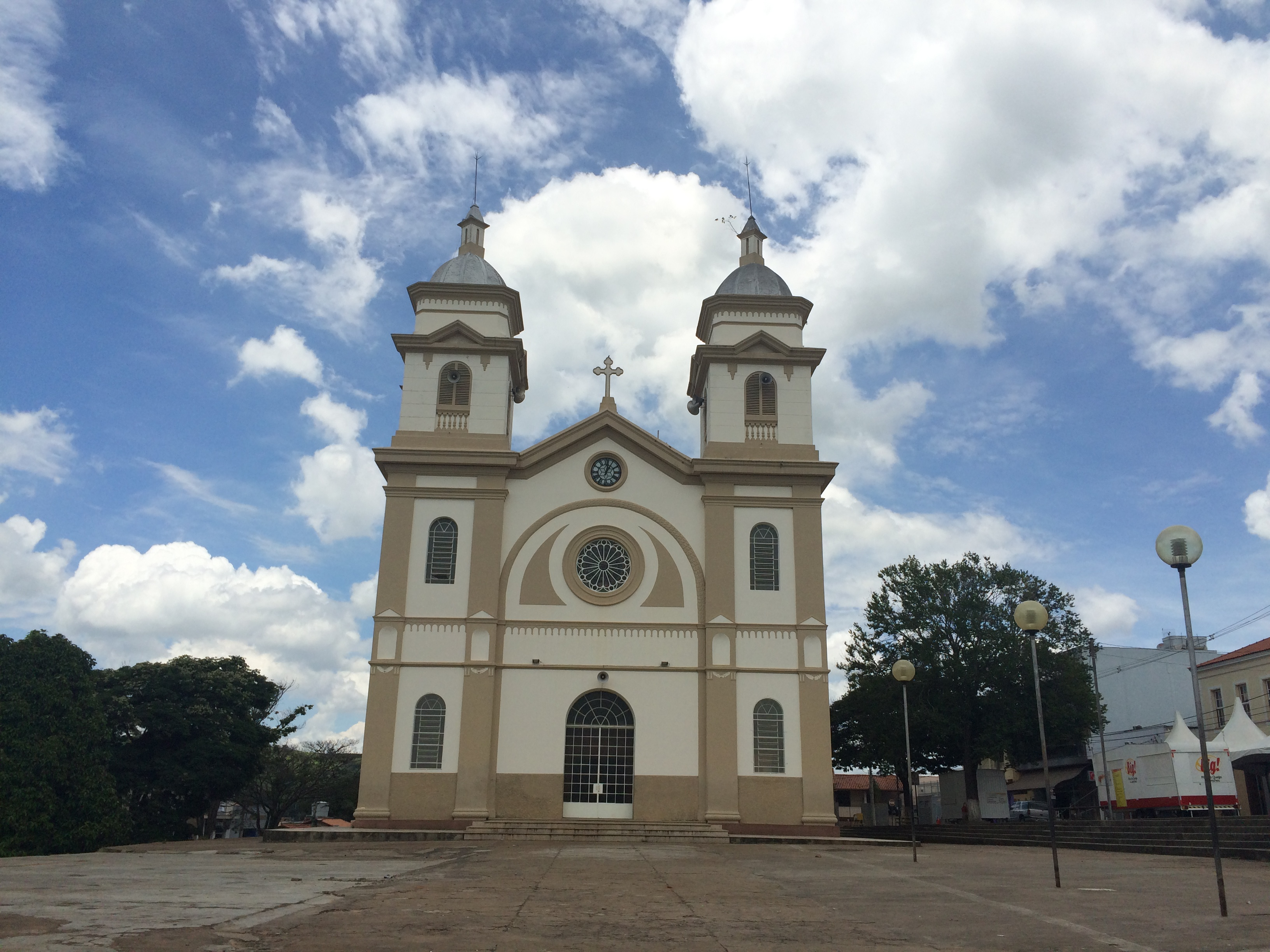
Igreja matriz de São Sebastião

A maioria dos areadenses se declara cristãos, apesar de que hoje é possível encontrar na cidade algumas denominações protestantes diferentes, assim como a prática do espiritismo, entre outras. Entre os cristãos, a maioria são de católicos apostólicos romanos.
A Igreja Matriz Católica de Areado, que completou 145 anos em 2016, se localiza na praça central. A paróquia São Sebastião faz parte do Setor Areado da Diocese de Guaxupé.
A cidade possui também várias outras denominações cristãs, entre elas a Igreja Presbiteriana Independente, Quadrangular, Comunidade Evangélica Fonte da Vida, Jesus o Bom Pastor, Casa da Bênção, Deus é Amor, Discípulos de Cristo, Bíblica de Areado e Assembleia de Deus (Ministérios: São Bernardo do Campo, Missão Alterosa, Madureira) . As várias comunidades cristãs encontram-se espalhadas por toda a cidade.

## Política e administração
A administração municipal se dá pelos poderes Executivo e Legislativo. O representante do poder Executivo de Areado eleito nas eleições municipais em 2016 foi Pedro Francisco da Silva, do Partido da República (PR), que conquistou um total de 3.331 votos (36,84% dos votos válidos), tendo Elisgustavo de Souza Ponciano como vice-prefeito. Já o poder Legislativo é constituído pela câmara, composta por 9 vereadores eleitos para mandatos de quatro anos (em observância ao disposto no artigo 29 da Constituição) e está composta por vereadores da maioria de oposição ao prefeito.
Areado possui lei orgânica, publicada em 21 de março de 1990. A cidade ainda é a sede da Comarca de Areado, classificada como de Primeira Entrância, e foi instalada em 15 de novembro de 1948. Fazem parte da comarca de Areado: Areado (sede), Alterosa e Divino Espírito Santo (Distrito de Alterosa).
O município de Areado recebeu nota 10 em 2016 no Ranking Nacional da Transparência, feito pelo Ministério Público Federal, saltando 9,20 pontos na transparência. Além disso, nesse Ranking, o município ocupa o 1º lugar tanto no âmbito estadual, como no federal.
Mas apesar da transparência, a participação feminina na política é muito restrita. No município, apenas 33,3% dos candidatos para a Câmara de Vereadores, em 2.016, eram mulheres. A proporção de mulheres eleitas para a Câmara de Vereadores no município foi de 33,3%.

## Economia
Areado, pela sua situação geográfica privilegiada, pelo seu clima temperado, por suas terras férteis, pela Represa do Lago de Furnas que circunda quase que a totalidade de suas linhas limítrofes e por muitos outros fatores que o beneficia, acha-se pelo desenvolvimento sócio-econômico:
- Na agricultura: destacando-se o café e cana-de-açúcar.
- Na pecuária: destacando-se o gado bovino, o leiteiro e o de corte.
- Na psicultura: destaca-se a criação de alevinos, a engorda e o comércio de peixes.
- Na suinocultura: destaca-se a criação e engorda de suínos.
- Na avicultura: destaca-se a criação e engorda de aves.
- Na indústria: destacam-se as micro-empresas, com alta produção, sendo: olarias, serralherias, artesanato de couro, tecidos, tecelagens, fabricação de roupas, etc.
- No comércio: materiais de construção, gêneros alimentícios (supermercados e armazéns), combustíveis, auto-peças, bebidas (distribuidor e varejista), padarias, papelarias, móveis e eletro-domésticos, casa de carnes, confecções (malharia), tecelagens, etc.
- No setor de prestação de serviços.

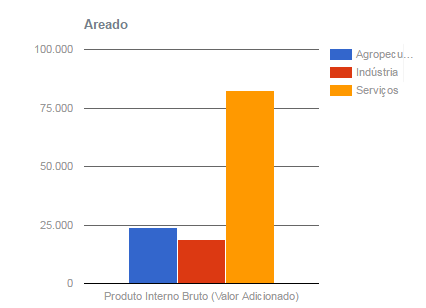
PIB do município de Areado.

Em 2015, o município de Areado produziu 4.032 toneladas de café e 149.136 toneladas de cana-de-açúcar. Além de ter produzido 132 toneladas de feijão e 8.960 toneladas de milho.
No Produto Interno Bruto (PIB) de Areado, destacam-se a agropecuária, associada ao agronegócio, e a área de prestação de serviços. De acordo com dados do IBGE, relativos a 2013, o PIB do município era de R$ 124 982.  Entre 2000 e 2010, a taxa de atividade da população de 18 anos ou mais (ou seja, o percentual dessa população que era economicamente ativa) passou de 65,25% em 2000 para 67,08% em 2010. Ao mesmo tempo, sua taxa de desocupação (ou seja, o percentual da população economicamente ativa que estava desocupada) passou de 4,39% em 2000 para 3,96% em 2010.
O Setor Primário (Agropecuária) Representa R$ 23.942 do PIB, ou seja, 19.15% do Produto Interno Bruto municipal. Setor Secundário (Indústria) Representa R$ 18.666 do PIB, ou seja, 14.93% do Produto Interno Bruto municipal. Setor Terciário (Prestação de Serviços) Representa R$ 82.374 do PIB, ou seja, 65.9% do Produto Interno Bruto municipal.

### Jovens e mulheres no mercado de trabalho
Ao analisar os jovens de 15 a 17 anos que estavam trabalhando, percebe-se que, em 2.014, 50% deles trabalhavam de 41 a 44 horas semanais, o que pode influenciar negativamente nas horas disponíveis aos estudos. Quando analisada a faixa etária de 18 a 24 anos, esse percentual vai para 87,2%. O rendimento médio mensal dos jovens de 15 a 17 anos era de R$ 695,3, em 2.014, enquanto que entre jovens de 18 a 24 anos o rendimento era de R$ 968,4. Com relação à inserção no mercado de trabalho, havia menor representação das mulheres. A participação da mulher no mercado de trabalho formal era de 44,8% em 2.015. O percentual do rendimento feminino em relação ao masculino era de 89,9% em 2.015, independentemente da escolaridade. Entre os de nível superior, a desigualdade salarial aumenta: o percentual passa para 68,7%

## Infraestrutura

### Educação
Areado é o 25º município do país que mais oferece oportunidade educacional para crianças e adolescentes da educação Básica. É o que mostra o Índice de Oportunidade da Educação Brasileira (Ioeb), desenvolvido pelo Centro de Liderança Pública (São Paulo). Ao todo, 5.245 cidades foram avaliadas. Em Minas, Areado aparece em sexto lugar. O estudo mede, em uma escala de 0 a 10, a possibilidade dos municípios oferecerem ensino de qualidade avaliando dados da educação infantil, fundamental e médio, tanto das redes públicas como das privadas. No Município, em 1991, 20,0% das crianças de 7 a 14 anos não estavam cursando o ensino fundamental. Em 2006, o Ministério da Educação, como uma das providências para melhorar a qualidade da educação, estabeleceu a implantação do ensino fundamental de nove anos no País. Assim, passou a ser considerada a faixa etária de 6 a 14 anos para o ensino fundamental; em 2.010, verificou-se que 15,2% destas crianças não estavam na escola. Nas últimas décadas, a frequência de jovens de 15 a 17 anos no ensino médio melhorou. Mesmo assim, em 2.010, 36,2% estavam fora da escola.  Apesar de ainda precisarmos avançar em relação à frequência escolar, o maior desafio está na conclusão. A taxa de conclusão do fundamental, entre jovens de 15 a 17 anos, era de 19,7% em 1991. Em 2010, este percentual passou para 72,0%. Quando analisado o ensino médio, os percentuais de conclusão caem significativamente. Em 1991, dos jovens de 18 a 24 anos, apenas 19,1% acabavam o ensino médio. Em 2010, este valor aumenta para 58,3%. Caso queiramos que em futuro próximo não haja mais analfabetos e que a qualidade da educação melhore, é preciso garantir que todos os jovens cursem o ensino fundamental e sintam-se estimulados a continuar na escola. O percentual de alfabetização de jovens e adolescentes entre 15 e 24 anos, em 2010, era de 99,0%.  Em 2015, entre alunos do ensino fundamental, 5,3% estão com idade superior à recomendada nos anos iniciais e 18,4% nos anos finais. A defasagem chega a 23,9% entre os que alcançam o ensino médio.  Este município, em 2015, está na 266ª posição, entre os 5565 municípios do Brasil, quando avaliados os alunos dos anos iniciais, e na 71ª, no caso dos alunos dos anos finais. Quando analisada a sua posição entre os 853 Municípios de seu Estado, Areado está na 79ª posição nos anos iniciais e na 18ª, nos anos finais.
Em 2.010, neste município, o percentual de pessoas de 18 a 24 anos sem instrução ou com ensino fundamental incompleto, do sexo feminino, era de 17,3% e do sexo masculino 22,7%; com ensino fundamental completo e médio incompleto, 17,1% feminino e 24,8% masculino; ensino médio completo e superior incompleto, 54,8% feminino e 46,9% masculino; com ensino superior completo, 8,9% feminino e 4,6% masculino. A razão entre mulheres e homens alfabetizados na faixa etária de 15 a 24 anos era de 100,3% em 2.010.
O IDEB das séries iniciais no município é de 6.8 em 2015. E de 5.7 para as Séries Finais, também em 2015. E de 6.1 para o Ensino médio, em 2013.
Na cidade, o ensino superior é disponível apenas no meio privado, pela Universidade Paulista - UNIP

### Saúde
A Secretaria Municipal de Saúde é o órgão de assessoramento ao Prefeito na formulação e execução das ações relacionadas com a saúde do Município, compatibilizadas com o Sistema Único de Saúde. O município conta com 4 unidades de PSF e um pronto socorro.

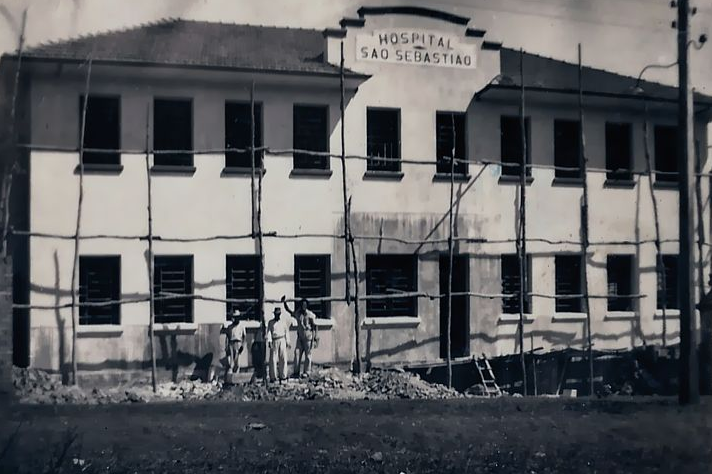
Hospital São Sebastião durante a sua construção

A Santa Casa de Misericórdia de Areado, entidade filantrópica fundada em 1941 por um grupo de fazendeiros do município (Grupo dos Treze), está localizada no centro da cidade de Areado. Tem por missão prestar assistência à saúde da comunidade areadense de forma igualitária, com excelência técnica, humana e espírito inovador, incorporando ações sociais, garantindo a satisfação dos clientes e colaboradores com respeito aos princípios éticos e à qualidade de vida.
O número total de óbitos de crianças menores de 5 anos no município, de 1998 a 2014, foi 75. A taxa de mortalidade de crianças menores de um ano para o Município, estimada a partir dos dados do Censo 2010, é de 5,2 óbitos a cada mil crianças menores de um ano. Das crianças até 1 ano de idade, em 2010, 1,6 % não tinham registro de nascimento em cartório. Este percentual cai para 0,4% entre as crianças até 10 anos. Em 2014, 99,6% das crianças menores de 1 ano estavam com a carteira de vacinação em dia.  O número de óbitos maternos no município, de 1998 a 2.014, foi 0. A proporção de gestantes sem acompanhamento pré-natal, em 2014, neste Município, foi de 0%. As gestantes com 7 ou mais consultas representavam 73,6%. Em 2014, no Município, 100% dos nascidos vivos tiveram seus partos assistidos por profissionais qualificados de saúde. Neste Município, em 2014, 73,6% dos partos realizados foram cesarianas e 26,4% normais.  O Município teve de 1990 a 2013, 14 casos de AIDS diagnosticados; destes, 9 femininos e 5 masculinos. No Município, a taxa de incidência, em 2013, era de 0 casos a cada 100 mil habitantes, e a mortalidade, em 2014, 0 óbitos a cada 100 mil habitantes. No Município, entre 2.001 e 2.012, houve 3 casos de doenças transmitidas por mosquitos, dentre os quais nenhum caso confirmado de malária, nenhum caso confirmado de febre amarela, 3 casos confirmados de leishmaniose, 3 notificações de dengue. A taxa de mortalidade associada às doenças transmitidas por mosquitos no Município, em 2014, foi de 0 óbitos a cada 100 mil habitantes.  

### Habitação e Serviços

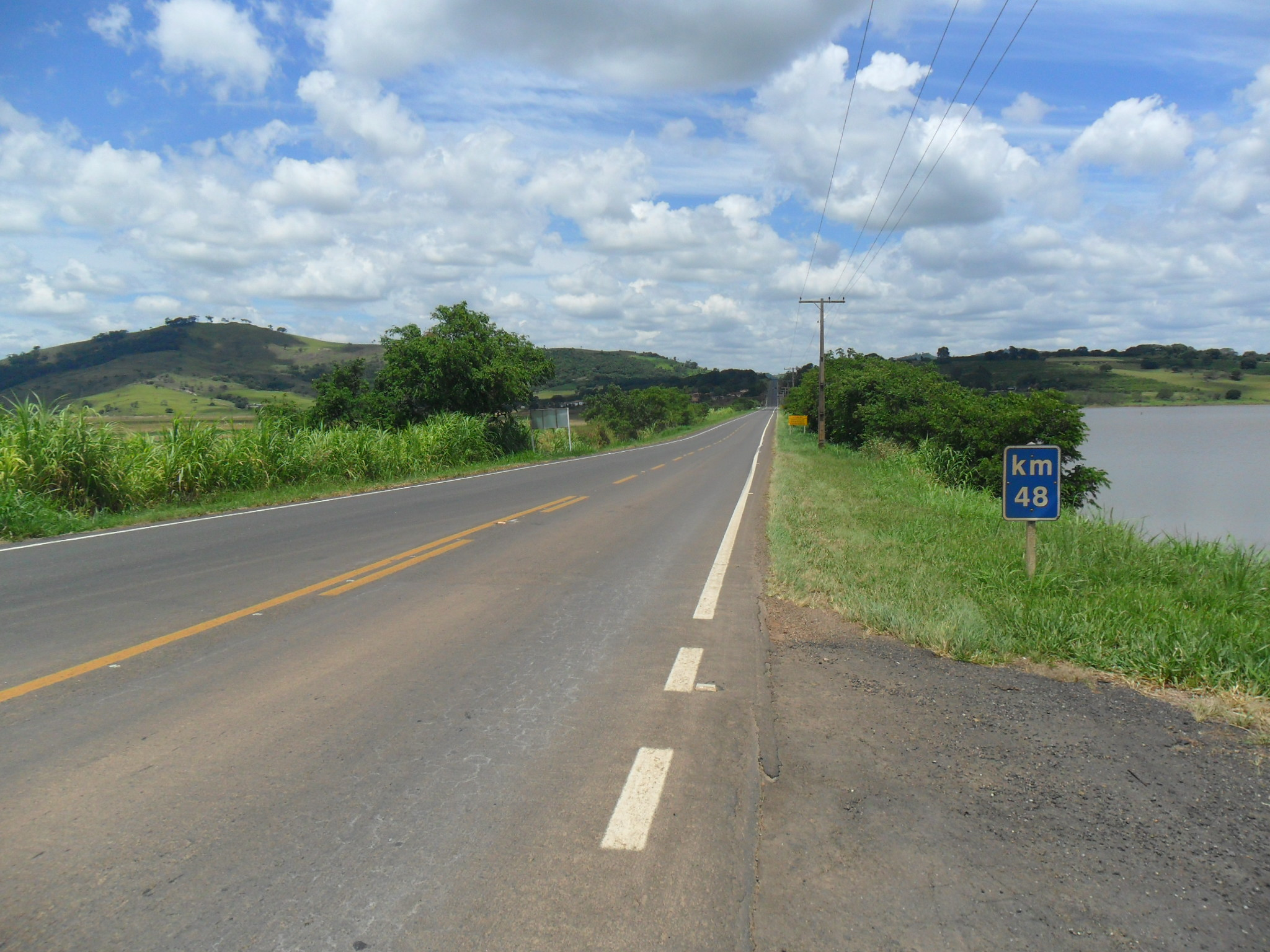
MG-184 faz a ligação Areado-Alterosa.

Em 2010, não havia moradores urbanos vivendo em aglomerados subnormais (favelas e similares). Para ser considerado proprietário, o residente deve possuir documentação de acordo com as normas legais que garantem esse direito, seja ela de propriedade ou de aluguel. A proporção de moradores, em 2010, com acesso ao direito de propriedade (própria ou alugada) atingiu 95,3%.

O abastecimento de água potável, o esgoto sanitário e a coleta de resíduos são alguns serviços que melhoram a qualidade de vida das pessoas. Neste município, em 1991, 94,7% dos moradores urbanos tinham acesso à rede de água geral com canalização em pelo menos um cômodo. Em 2010, esse percentual passou para 95,8%. Em 1991, 85,2% dos moradores urbanos tinham acesso à rede de esgoto adequada (rede geral ou fossa séptica), passando para 99,3% em 2010. Em 1991, 90,3% dos moradores urbanos contavam com o serviço de coleta de resíduos. Em 2010, este percentual aumentou para 99,5%. Em 2010, 94,3% dos moradores urbanos tinham energia elétrica distribuída pela companhia responsável, a CEMIG.

### Comunicações e Transportes
No Município, em 2010, a proporção de moradores urbanos com acesso a microcomputador era de 35,6%; essa proporção diminui para 25,7% se considerado o acesso a microcomputador com internet. No meio rural, 15,2% tinham acesso a microcomputador e 4,8% acesso a microcomputador com internet. A proporção de moradores com acesso a telefone celular, em 2010, no meio urbano, era de 87,7%; no meio rural, 92,4%. Areado possui serviços de internet discada e banda larga (ADSL) sendo oferecidos apenas por servidores pagos e há serviços de internet via fibra óptica em grande parte da cidade com velocidade de até 5 gigabytes por segundo. O serviço local de telefonia fixa é atendido pela Telemar. O código de área (DDD) de Areado é 035 e o Código de Endereçamento Postal (CEP) é 37140-000. 
O município recebe sinal de diversas emissoras de televisão aberta em Ultra High Frequency (UHF), dentre as quais cabe ser ressaltada a EPTV, afiliada à Rede Globo. Não existem periódicos jornalísticos em circulação no município, e cabe ser citada a emissora de rádio Zero FM, que opera em 103.5.
A frota do município em 2010 eram de cerca de 4500 automóveis.

## Cultura
A Secretaria de Turismo e Cultura de Areado é o órgão de assessoramento ao Prefeito no planejamento, execução, coordenação e controle de suas atividades no âmbito do Município, competindo-lhe  executar os serviços e dirigir as unidades de cultura, promover eventos e atividades culturais e turísticos no Município e promover o incentivo ao turismo.

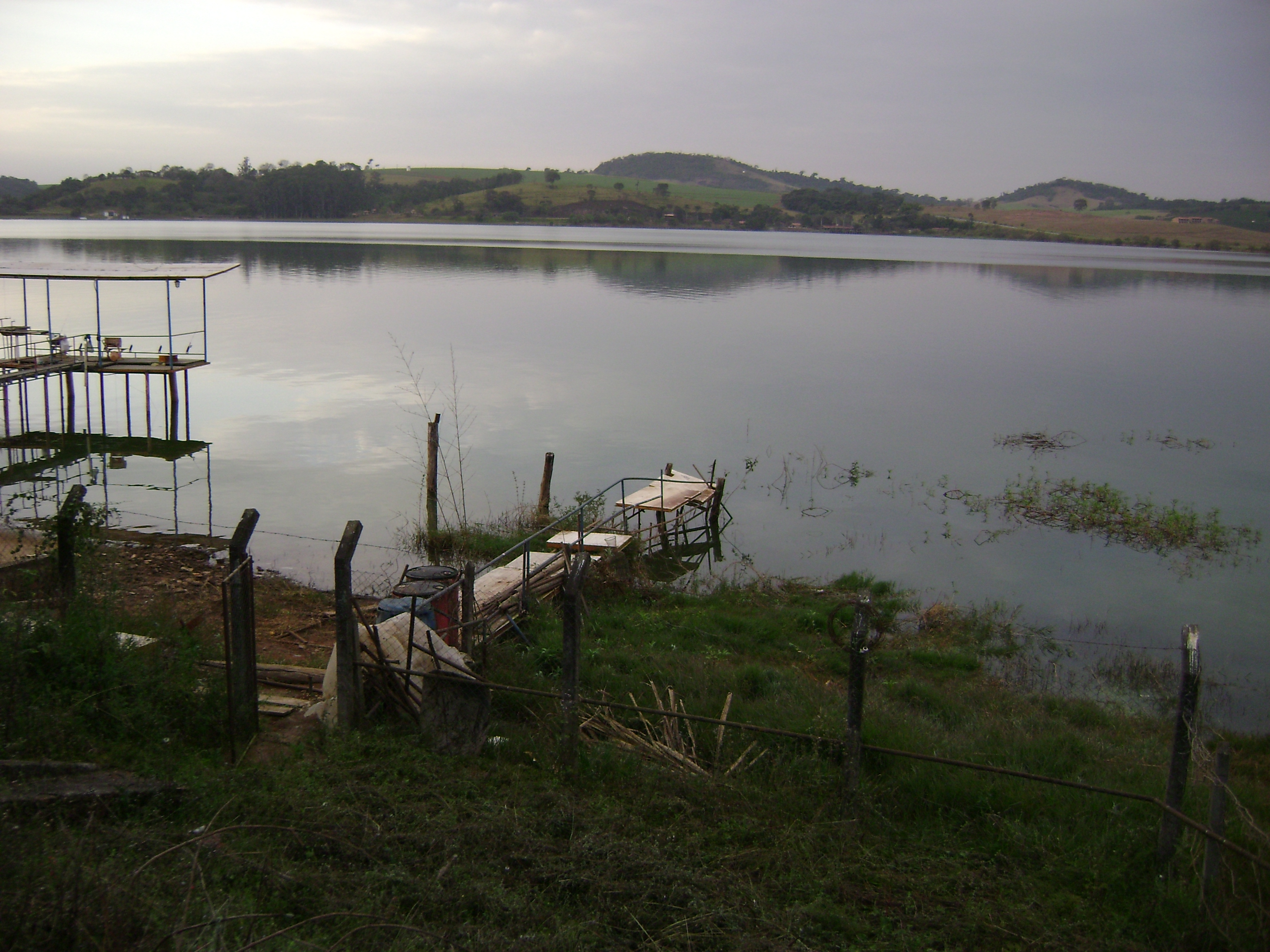
Vista do Lago de Furnas, uma das principais atrações turísticas do município.

### Turismo
O turismo na cidade gira em torno dos hotéis-fazenda e chácaras do município, que se localizam às margens do Lago de Furnas. A represa permite que os visitantes pesquem no lago, existindo diversos pesqueiros espalhados pelo local. Além disso, o maior número de turistas é registrado nos dias de Carnaval. Um grande palco é montado na principal praça da cidade, que fica lotada de foliões durante todos os dias do feriado. Pela noite, é possível continuar no agito na praça ou optar por frequentar os bailes realizados nos salões dos clubes. Os visitantes costumam vir tanto das cidades mineiras próximas a Areado como do estado de São Paulo. No dia 20 de janeiro, é comemorada a festa de São Sebastião, padroeiro do município. Os dias que se seguem ao feriado é marcado por diversas festas religiosas, que incluem barracas de comida e leilões de prendas.
Há mais de 100 anos, Areado (MG) é conhecida na região pela qualidade dos biscoitos produzidos na cidade, e  moradores e visitantes podem usufruir da festa do biscoito organizada na cidade. Shows, barraquinhas e uma grande variedade de quitutes fazem parte da programação, que movimenta o comércio e enche os hotéis.

### Terra do Biscoito
"Certa ocasião houve uma convocação judiciária, para diversas pessoas: homens e mulheres. Formou-se, então, uma caravana com muitos cavaleiros. Como bons mineiros e autênticos areadenses, levaram na matula, frango virado com farinha de milho, linguiça frita e, para completar, os famosos biscoitões de polvilho, da Maria Borges (avó do prefeito: Homero Batista dos Santos). Lá na praça, descansavam e faziam o lanche, quando o magistrado passou por eles, em direção ao Fórum. Iniciada a audiência, não aparecia nenhum dos convocados. O Juiz, um tanto nervoso, chamou o oficial de justiça e ordenou: chame esses 'biscoiteiros do Areado'. Calhou bem o apelido e, desde então, o Areadense fica todo orgulhoso e continua apreciando os saborosos biscoitos de polvilho."  

### Esporte e Lazer
A cidade conta com a prática de diversas modalidades esportivas, que por vezes se destacam ao conquistarem títulos regionais e estaduais, tais como basquetebol, handebol, voleibol e futebol de salão. Os times de futebol da cidade são a União Atlética Areadense (U.A.A.), fundada em 1917, e a Associação Atlética Areadense (A.A.A.). A cidade também conta com centros de Karatê, Jiu Jitsu, Judô, Natação, entre outros.

### Principais festas
- Festa de São Sebastião, Padroeiro do Município, realizada no dia 20 de janeiro.
- Festa Carnavalesca, atraindo turistas da região e das grandes capitais.
- Festa do Biscoito, realizada entre junho e setembro.
- Festa de São Vicente de Paula, realizada em julho, em benefício dos mais carentes de Areado, residentes no Lar São Vicente.
- Festa do Aniversário da Cidade, comemorada no dia 10 de setembro, com desfiles, apresentações rurais e urbanas, shows, bailes, pirotecnia, etc.
- Festa de Nossa Senhora do Rosário, realizada em outubro, que atualiza com folguedos populares, tais como Congados, Caiapós, em grupos fantasiados.
- Festa da Virada de Ano, realizada na virada do dia 31 de dezembro para 1° de janeiro.[66]

## Principais bairros urbanos
- Vila Maria
- Ponte Branca
- Residencial Bel Vedere
- Jardim dos Ipês
- Parque Colina
- Centro
- Santa Cruz
- Santa Rita
- Rosário
- Nova Areado
- Cidade Nova
- Monte Verde
- Parque dos Pássaros
- São Vicente
- Nossa Senhora das Graças